# 拱辰井
拱辰井，是位於臺灣高雄市左營區埤北里、鳳山縣舊城北門前斑馬線下的水井，與鳳山縣舊城門、鎮福社一同列為國定古蹟，井緣已夷平加蓋。

## 歷史

### 名稱由來
古城池外面通常都建有水井和土地公廟。拱辰井被推估應該是康熙六十一年（1722年）建鳳山縣舊城前所鑿。井深約五、六公尺，直徑一百一十五公分，井壁厚廿二公分。過去埤仔頭為重要的市集地點，由南海大溝登岸的外海船隻均聚集於此，人們以此井為飲用主要水源，還有能治病的傳言。另外附會的傳說是縣太爺建土城後，感到城外居民好勇善鬥，因此掘井以「柔」調和居民的「剛」。
道光四年（1824年），福建巡撫孫爾準奏准重建鳳山縣舊城，歷一年一個月闢建城門，其中北門稱「拱辰」。此井因在拱辰門之外，故稱「拱辰井」。

### 列為古蹟
至戰後時期，當地人每逢自來水供應不足時，即到這口井取用。井身突出路面原僅六十公分，由於井水豐沛，遇雨成災，埤北里長李天送就與兩位居民出資加高井緣。1970年代末，南海大溝堤築後，井水乾涸，數度清理無效。
隨著勝利路的拓寬，位於勝利路及埤仔頭街交叉口的井身，成為妨礙交通的路障，於是市長許水德曾擬該井美化成小圓環，四周以水泥柱圍起來，再加蓋一座小亭。1984年，許水德市府向內政部申請將左營舊城門列入一級古蹟。當年9月22日，由文建會文化資產委員會委員林衡道率領，高雄市府民政局長許桂霖陪同下來此探勘。文建會同意暫列為一級古蹟，但提出相對條件是保留城門旁的拱辰井和鎮福社。
蘇南成接任市長後，巡視左營地區時，否決了前市府保護古蹟的計畫，並指示工務局對拱辰井予以剷平加蓋，計畫在1985年7月18日完成。他表示台南到處可見古井，年代也都比拱辰井久遠，也被他一一剷平加蓋，拱辰井比較起來，實屬「小兒科」。過去他當臺南市市長時，赤崁樓紅毛井井欄改砌紅磚，引起文建會不滿。
1985年5月4日，內政部覆函蘇南成市府，強調不宜拆除鳳山縣舊城建築，但市府依然在該年7月5日指定包商棟宇營造拆除了十九點五公尺長的城牆。市府新建工程處處長林茂生澤解釋，舊城牆只不過是石牆，這種石頭在高雄沿海到處可見，外界大驚小怪。負責維護古蹟的民政局主任祕書簡太郎補充說，除非工務局正式來函，否則他不採取任何行動。
之前對於臺灣清治時期城池建築在日治時期被拆，學者王國璠解釋成是因日本帝國主義者處心積慮想毀滅中國文化。由於輿論譁然，蘇南成同年7月20日表示拱辰井會改成精神堡壘。8月2日，監察委員林純子和傅王遜雪南下高雄勘察拆除城牆、拱辰井，是否違反行政。16日，蘇南成指示左營區長劉嘉男對該井民意調查，以民意做為處理依據。19日，內政部公告指定鳳山縣舊城現存的東、南、北三門、城牆、護城河、拱辰井和鎮福社一同列為一級古蹟。內政部計畫把井身及土地公廟連成綠地，但被質疑會讓勝利路及坤仔頭路口交通瓶頸更為嚴重。另外，雖井身列為一級古蹟，但對後來加高部分是否為古蹟並無明確界定。
鳳山舊城還留有另一口名為「興隆」的古井，位在海光俱樂部院內，但沒被列為古蹟。

### 夷平加蓋

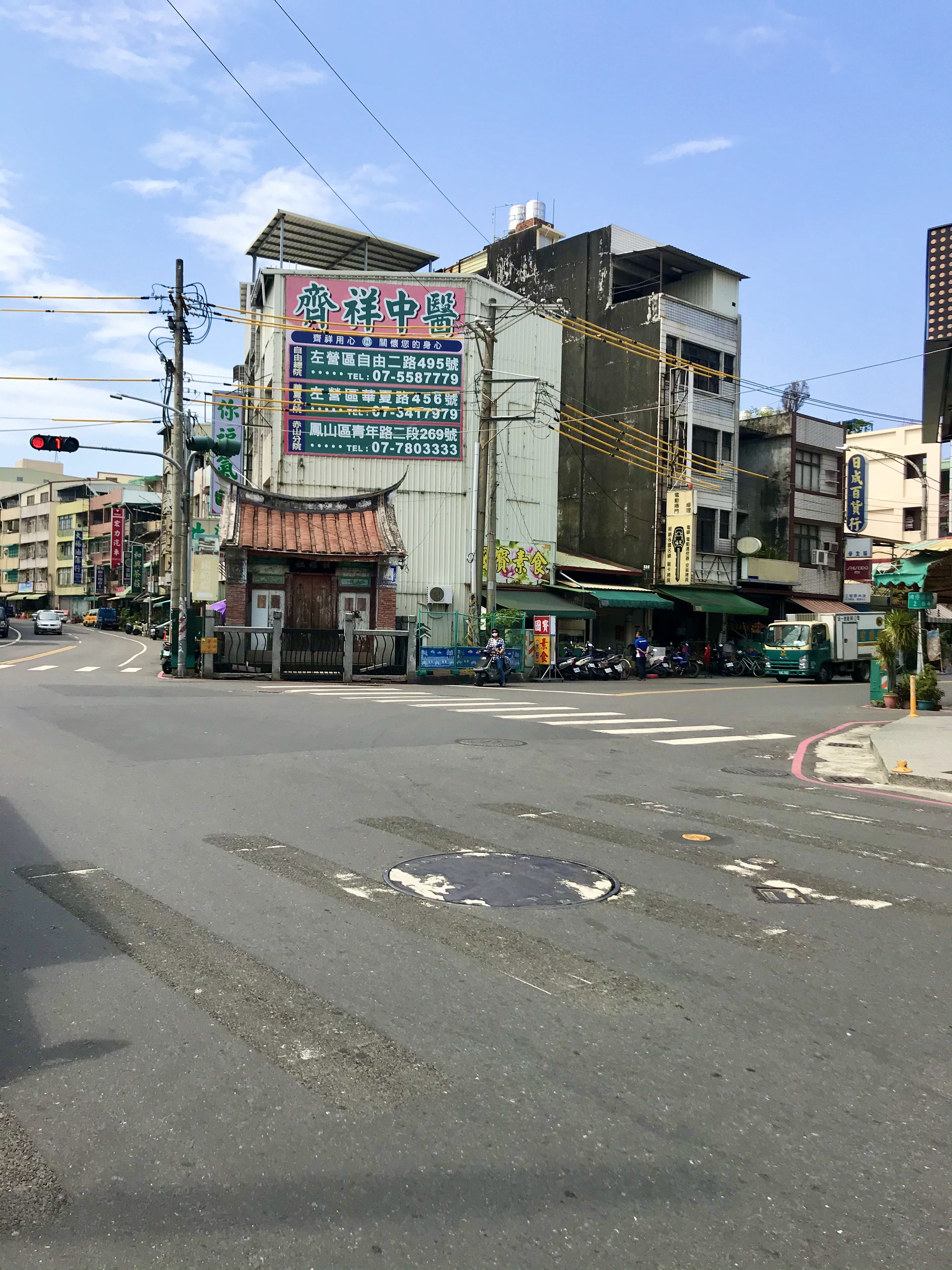
鎮福社與斑馬線上的拱辰井鐵蓋。

1986年1月24日上午8點45分左右，大信強化塑膠公司送貨員王寶琚駕駛貨車沿勝利路由東向西行駛，閃避一輛同方向由右方超車的小客車，不慎撞上拱辰井，井緣裂成三塊。他以為高約八十公分、外緣漆著黃黑線的突出井緣是交通指揮台。
同月27日，市政府決定派人勘察後，向內政部報告，請示處理方案。29日，在民生醫院住院的蘇南成，指示民政局與左營分局，不該依毀損古蹟罪移送王寶琚法辦，並堅持突出路面非古蹟部分，應予以剷平加蓋。市府先裝設警示燈，作為緊急保護措施。30日，民政局許桂霖、副局長林清井會同工務局、新建工程處、養護工程處及在營區公所等單會勘後，擬訂三個保護方案：第一案等將來規畫都市計畫時，再併入計畫中，加以整修維護；第二案是折除拱辰井被破壞部分，再用鐵蓋加蓋；第三案，把毀壞部分，加以整修，恢復舊觀。內政部答覆，突出路面八十公分的井緣紅磚壁，是十多年前附近居民見井水氾流而加蓋，不列入古蹟範圍，所以撞毀或由市府執行拆除，並不影響古蹟完整。
1986年4月23日，施工人員將井緣移除，井口圓周用鋼筋混凝土灌鑄一個圓形水泥基座，水泥基座與緣壁之間留出十公分間隙，以不致於傷及本體結構，再於基座覆蓋一塊直徑一公尺、厚廿公分鋼製的圓形鐵蓋。蓋上鑄有「鳳山縣舊城拱辰井」等字樣。
地方耆老感嘆拱辰井的鐵蓋還畫上斑馬線，每天任由路人踩過、車輛輾過，走過的年輕人根本不曉得腳踩的是古井。2016年，文化部通過高雄市文化局提出的「左營舊城—見城計畫」，將分八年補助廿億元，以重現左營舊城，但拱辰井並未包含在內。